# Paraense Transportes Aéreos
Paraense Transportes Aéreos war eine brasilianische Fluggesellschaft mit Sitz in Belém (Pará).

## Geschichte
Paraense Transportes Aéreos wurde am 22. Februar 1952 als Paraense Comercial Ltda  gegründet. Zunächst setzte die Gesellschaft Amphibienflugzeuge des Typs Consolidated PBY-5A Catalina ein, von denen sie insgesamt 5 Stück beschaffte. Am 30. März 1952 fand der erste Flug statt, und zwar auf der Strecke von Belém nach Pedro Afonso. Der Schwerpunkt in den ersten Jahren lag auf dem Transport von Lebensmitteln, vor allem Fleisch.
Im Jahr 1955 wurde die Gesellschaft in Paraense Transportes Aéreos umbenannt.
Ab dem 4. September 1957 kam eine rasch wachsende Flotte von Curtiss C-46 Commando hinzu, die insgesamt 21 Exemplare umfasste. Allerdings wurden davon auch volle 11 Stück bei Totalverlusten zerstört. Paraense war eine der ersten Fluggesellschaften, von denen die neue Hauptstadt Brasilia angeflogen wurde.
Als das Streckennetz 1960 immer mehr erweitert wurde, trat der Transport von Fleisch allmählich in den Hintergrund. Die Haupteinnahmequellen waren nun etwa gleich auf den Passagiertransport und allgemeinen Frachtverkehr verteilt.
Im Jahr 1962 stießen die ersten vergleichsweise großen Maschinen des Typs Douglas DC-4/C-54 hinzu. Von den 5 Exemplaren gingen zwei verloren.
Für südamerikanische Verhältnisse sehr spät wurden 1962 auch zwei der sonst überaus verbreiteten Douglas DC-3/C-47 beschafft. Auch hier kam es zu zwei Totalschäden.
Eine nicht zu leugnende Tatsache war es allerdings, dass Paraense mit beunruhigender Schnelligkeit und Regelmäßigkeit Flugzeuge verlor. So wurden beispielsweise zwischen 1957 und 1959 acht Curtiss C-46 beschafft, von denen 1962 nur noch drei und Ende 1965 keine einzige mehr übrig war. Alle acht waren zerstört, sei es bei Flugunfällen, einer Explosion und einem Verlust am Boden (siehe unten, Zwischenfälle). Die Unglückssträhne war nicht auf die C-46 beschränkt. Von den drei zwischen 1962 und 1963 gekauften Douglas DC-4/C-54 waren zwei im April 1964 schon wieder in Totalschäden umgewandelt worden. Die erste, am 7. Februar 1963 übernommene, von zwei Douglas DC-3 kam schon ein Jahr später bei einer Notlandung im Dschungel zu einem unrühmlichen Ende. Zwar überlebten alle 34 Insassen, mussten aber viele Tage warten, bis sie einer nach dem anderen mit einer kleinen Cessna gerettet wurden, nachdem etliche großaufgemachte Schlagzeilen in brasilianischen Zeitungen auf ihr Schicksal hingewiesen hatten.
Nachdem die Flotte der C-46 bereits durch Unfälle fast völlig ausgelöscht war, wurden in den Jahren 1966 und 1967 sechs weitere gebrauchte Exemplare von der Transair Sweden erworben, die zum größten Teil vorher für die Vereinten Nationen im Kongo im Einsatz gewesen waren.
Nach Bewertung verschiedener zweimotoriger Turboprop-Typen wurde die Fairchild-Hiller FH-227B ausgewählt. Der Typ verkaufte sich nicht sonderlich gut, und so trafen die erst im November 1967 bestellten fünf Maschinen schon im Januar 1968 ein. Es war eine ungewöhnliche Wahl, denn die drei konkurrierenden Flugzeugtypen waren alle schon erfolgreich in Brasilien im Einsatz: die britische Handley Page Herald bei Sadia, die ebenfalls britische Hawker Siddeley HS 748 bei VARIG und die japanische NAMC YS-11 flog für Cruzeiro do Sul.
Auch die Nutzung der FH-227B verlief nicht besser als die der anderen Typen. Schon im ersten Jahr wurden die ersten wegen Ersatzteilmangels stillgelegt, und am 14. März 1970 verunglückte eine FH-227B mit 36 Todesopfern. Am selben Tag wurde eine weitere durch einen Lastkraftwagen gerammt und außer Gefecht gesetzt. Nach nur zwei Jahren waren von den 5 Maschinen nur noch 2 übrig, wovon eine in den USA zur Wartung war.
Am 29. Mai 1970 zog die brasilianische Regierung das Air Operator Certificate (Luftverkehrsbetreiberzeugnis) von Paraense ein. Am 15. Juli des Jahres wurden die letzten vier verbliebenen Flugzeuge beschlagnahmt, nach Sao Paulo überführt und dort in VARIG-Farben umlackiert.

## Flugziele
Paraense unterhielt zu ihren Blütezeiten ein sich über ganz Brasilien erstreckendes Netz von Fluglinien, allerdings keine ins Ausland. Die meisten gingen von der Heimatbasis Belém aus, gingen im Süden bis Sao Paulo und Rio de Janeiro, im Osten nach Recife und im Westen bis nach Rio Branco.

## Flotte

### Flotte bei Betriebseinstellung
- 3× Curtiss C-46 Commando
- 1× Fairchild-Hiller FH-227[10]

### Zuvor eingesetzte Flugzeuge
Zuvor wurden von Paraense Transportes Aéreos unter anderem auch folgende Luftfahrzeugtypen eingesetzt:
- Consolidated PBY-5A Catalina
- Douglas DC-3/C-47
- Douglas DC-4/C-54

## Zwischenfälle
Von 1952 bis zur Betriebseinstellung 1970 kam es bei Paraense Transportes Aéreos zu 15 Totalschäden von Flugzeugen. Bei 6 davon kamen insgesamt 66 Menschen ums Leben. Vollständige Liste:
- Am 31. Mai 1958 fiel an einer Curtiss C-46D-15-CU Commando der Paraense Transportes Aéreos (Luftfahrzeugkennzeichen PP-BTB) während des Starts vom Flughafen Rio de Janeiro–Santos Dumont (Brasilien) das Triebwerk Nr. 1 (links) aus. Das Flugzeug kollidierte mit dem Mast eines Frachtschiffs und stürzte ab. Alle 4 Besatzungsmitglieder, die einzigen Insassen auf dem Frachtflug, kamen ums Leben (siehe auch Flugunfall der Paraense Transportes Aéreos 1958).[13][14]

- Am 6. Januar 1959 überrollte eine Curtiss C-46A-45-CU Commando der Paraense Transportes Aéreos (PP-LDH) bei der Landung auf dem Flughafen Rio de Janeiro–Santos Dumont (Brasilien) das Landebahnende und fiel ins Meer. Die leere Maschine befand sich auf einem nur 14 Kilometer langen Überführungsflug vom Flughafen Rio de Janeiro–Galeao. Alle fünf Besatzungsmitglieder, die einzigen Insassen, überlebten den Unfall. Das Flugzeug wurde irreparabel beschädigt.[15][16]

- Am 6. Mai 1959 flogen die Piloten einer Curtiss C-46A-4-CU Commando der Paraense Transportes Aéreos (PP-BTA) beim Nachtstart vom Flughafen Belém (Brasilien) eine Rechtskurve in niedriger Höhe. Die Maschine stürzte ab und fing Feuer. Alle 3 Besatzungsmitglieder, die einzigen Insassen auf dem Frachtflug, wurden getötet.[17][18]

- Am 15. Juli 1959 entstand an einer Curtiss C-46A-40-CU Commando der Paraense Transportes Aéreos (PT-BEE) ein Brand im rechten Fahrwerkschacht. Das rechte Triebwerk wurde abgestellt. Da das durch eine Treibstoffleckage entstandene Feuer nicht zu löschen war, wurde nahe Babaçulândia (Tocantins, Brasilien) eine Notlandung durchgeführt. Dabei wurde das Flugzeug irreparabel beschädigt. Von den drei Besatzungsmitgliedern, den einzigen Insassen auf dem Frachtflug, kamen zwei ums Leben (siehe auch Flugunfall bei Babaçulândia).[19][20]

- Am 24. August 1960 stürzte eine Curtiss C-46A-40-CU Commando der Paraense Transportes Aéreos (PP-BTJ) in den Rio Jaru (Brasilien). Alle drei Besatzungsmitglieder, die einzigen Insassen, überlebten den Unfall. Sie wurden nach einer Woche verletzt gerettet.[21][22]

- Am 22. September 1960 stürzte eine Curtiss C-46A-4-CU Commando der Paraense Transportes Aéreos (PP-BTF) kurz nach dem Start vom Flughafen Belém (Brasilien) ab und ging in Flammen auf. Alle 6 Insassen auf dem „Frachtflug“, vier Besatzungsmitglieder und 2 Passagiere, kamen ums Leben.[23][24]

- Am 27. Juni 1962 zog eine Curtiss C-46A-45-CU Commando der Paraense Transportes Aéreos (PP-BTE) nach dem Aufsetzen auf der Landebahn 24 des Flughafens Pedro Afonso (Brasilien) nach links. Der Kapitän entschied sich für ein Durchstarten und forderte den Ersten Offizier zum Einfahren des Fahrwerks auf. Es wurde jedoch zu früh eingefahren, so dass die Maschine auf die Landebahn zurücksank und es zu einer Bauchlandung kam. Dabei wurde das Flugzeug irreparabel beschädigt. Alle Insassen überlebten den Unfall.[25][26]

- Am 13. August 1962 verlor eine Curtiss C-46D-10-CU Commando der Paraense Transportes Aéreos (PP-BTP) nach dem Abheben vom Flughafen Rio Branco (Brasilien) an Höhe und kollidierte mit Stromleitungen. Alle 4 Besatzungsmitglieder, die einzigen Insassen auf dem Frachtflug, überlebten den Unfall, wobei der Funker verletzt wurde. Das Flugzeug wurde zunächst als irreparabel eingestuft, später aber dann doch repariert und ging am 24. März 1965 mit demselben Betreiber endgültig zu Bruch.[27]

- Am 5. Mai 1963 wurde an einer Douglas DC-4 der Paraense Transportes Aéreos (PP-BTR) auf dem Flughafen São Paulo-Congonhas (Brasilien) deren rechte Tragfläche von einer rollenden Douglas DC-6 der VARIG (PP-YSI) derart heftig gerammt, dass das Flugzeug irreparabel beschädigt wurde. Über Personenschäden ist nichts bekannt.[28][29]

- Am 15. Februar 1964 kam es mit einer Douglas DC-3/C-47A-30-DK der Paraense Transportes Aéreos (PP-BTU) etwa 20 bis 30 Minuten nach dem Start vom Flughafen Rio Branco (Brasilien) zu einer Notlandung im Dschungel in der Nähe von Tabajara (Rondonia). Alle 34 Insassen, neun Besatzungsmitglieder und 25 Passagiere, überlebten den Unfall. Erst nach 8 Tagen waren alle 34 Menschen gerettet, die meisten mit einer kleinen Cessna.[30]

- Am 4. April 1964 wurde mit einer Douglas DC-4 der Paraense Transportes Aéreos (PP-BTQ) beim Start vom Flughafen Belém (Belém (Pará), Brasilien) die Kontrolle über die Rollrichtung verloren. Die Maschine raste in Bäume. Ursache war, dass vor dem Start weder die Ruderverriegelung entfernt noch die Freigängigkeit der Steuerflächen überprüft worden war. Vergleichbar ist dies mit dem Losfahren mit einem Auto, bei dem das Lenkradschloss verriegelt ist. Alle Insassen überlebten den Unfall.[31][32]

- Am 24. März 1965 kam eine Curtiss C-46D-10-CU Commando der Paraense Transportes Aéreos (PP-BTP) auf dem Flughafen Rio Branco-Presidente Médici (Brasilien) von der Bahn ab und wurde irreparabel beschädigt. Alle Insassen überlebten den Unfall.[33][34]

- Am 12. August 1965 kehrte eine Curtiss C-46A-50-CU Commando der Paraense Transportes Aéreos (PP-BTH) rund 30 Minuten nach dem Start vom Flughafen Cuiabá (Brasilien) zum Ausgangspunkt zurück, nachdem das linke Triebwerk in Brand geraten war. Nahe Barra do Bugres brach die brennende linke Tragfläche ab und das asFlugzeug stürzte in dichtem Dschungel zu Boden. Zum Unfall beigetragen haben defekte Brandmelde- und Feuerlöschanlagen. Alle 13 Insassen, vier Besatzungsmitglieder und 9 Passagiere, kamen ums Leben (siehe auch Flugunfall bei Barra do Bugres).[35][36]

- Am 23. Oktober 1965 verunglückte eine Curtiss C-46A-50-CU Commando der Paraense Transportes Aéreos (PP-BTI) auf einer Landstraße 40 Kilometer vom Flughafen Vilhena (Brasilien) entfernt. Nähere Einzelheiten sind derzeit nicht verfügbar. Über Personenschäden ist nichts bekannt.[37][38]

- Am 27. März 1968 wurde eine Douglas DC-3/C-47A-1-DL der Paraense Transportes Aéreos (PP-BTX) an einem unbekannten Ort in Brasilien irreparabel beschädigt. Nähere Einzelheiten sind derzeit nicht verfügbar. Über Personenschäden ist nichts bekannt.[39]

- Am 14. März 1970 stürzte eine Fairchild-Hiller FH-227B der Paraense Transportes Aéreos (PP-BUF) bei heftigem Ragen im Queranflug auf die Landebahn 06 am Flughafen Belém (Brasilien) 800 Meter vor der Bahn in die Guajará-Bucht. Von den 40 Insassen kamen 38 ums Leben, der Kapitän und drei weitere Besatzungsmitglieder sowie 34 der 35 Passagiere (siehe auch Paraense-Transportes-Aéreos-Flug 903).[40][41]